# روسن (استان بورگاس)
روسن (به بلغاری: Rosen) یک منطقهٔ مسکونی در بلغارستان است که در شهرستان سوزوپول واقع شده‌است.
 روسن ۳۸٫۳۸۶ کیلومتر مربع مساحت و ۱٬۴۷۰ نفر جمعیت دارد و ۸۷ متر بالاتر از سطح دریا واقع شده‌است.